# Gon (Manga)
Gon (jap. ゴン) ist eine Manga-Serie des Zeichners Masashi Tanaka, in dem ein kleiner, militanter Tyrannosaurus rex die Hauptrolle spielt.

## Inhalt
Die Geschichten spielen im Tierreich in verschiedenen Regionen der Erde. Hauptfigur ist der Tyrannosaurus rex Gon in Gestalt eines ruppigen, dickköpfigen aber herzensguten Babys. Als Waise steht Gon, das Wesen aus der Vorzeit, allein unter den umgebenden Tieren. Er versucht, es ihnen gleichzutun – beim Beute machen, beim Bau einer Unterkunft – und richtet dabei durch seine grobe Art meist unwillentlich Chaos an. Dennoch hat er ein weiches Herz, steht seinen Adoptivgeschwistern bei und tritt gegen stärkste Gegner an. Am liebsten hat er zusammen mit anderen Tieren Spaß und tobt durch die Natur. Später spielen enorme Gewalt und Manipulation gegen Widersacher eine größere Rolle. Die Comics kommen fast ganz ohne Sprache aus, nur zum Abschluss einer Episode werden die Tiere die in der Episode vorgekommen sind dem Leser nähergebracht und ihre lateinischen Namen genannt.

## Veröffentlichung
In Japan erschien Gon von 1992 bis 2002 in Einzelkapiteln im Manga-Magazin Morning. Der Kodansha-Verlag veröffentlichte diese Einzelkapitel auch in sieben Sammelbänden. Im Schwestermagazin Afternoon erschien in den Ausgaben 5/2012 (25. März 2012) bis 4/2013 (25. Februar 2013) eine kolorierte Neuauflage.
In Deutschland sind in den 1990er Jahren vier Bände bei Edition Kunst der Comics erschienen. Sie erschienen außerdem in italienischer oder französischer Fassung. Einzelne Episoden sind auch in Comic-Zeitschriften abgedruckt worden. Von September 2010 bis Oktober 2011 erscheinen die Bände auf Deutsch bei Carlsen Comics.

## Auszeichnungen
1997 erhielt Masashi Tanaka für Gon den Harvey Award, 1998 den Eisner Award für die beste amerikanische Ausgabe eines ausländischen Comics und den zweiten Media Arts Award.

## Adaptionen
Im Videospiel Tekken 3 hat Gon einen Auftritt als Bonuscharakter, aber nur in der PlayStation Version. In dem gleichnamigen Videospiel Gon für das Super Nintendo tritt Gon als Hauptfigur auf.
Vom 2. April 2012 bis 25. März 2013 lief auf TV Tōkyō und den angeschlossenen Sendern TV Hokkaidō, TV Aichi, TV Ōsaka, TV Setouchi und TVQ Kyūshū Hōsō der 50-teilige 3D-Computergrafik-Anime Gon (GON -ゴン-), wobei Gon von Motoko Kumai gesprochen wird. Die 26-teilige zweite Staffel des Anime wurde vom 4. April 2015 bis 26. September 2015 ausgestrahlt.